# (2220) Hicks
(2220) Hicks (1975 VB) – planetoida z pasa głównego asteroid okrążająca Słońce w ciągu 5,61 lat w średniej odległości 3,16 au. Odkryta 4 listopada 1975 roku.